# Barraques del Port de la Selva
Les barraques de pedra seca del Port de la Selva (Alt Empordà) són un conjunt patrimonial de diversos elements inclosos en l'Inventari del Patrimoni Arquitectònic de Catalunya.

## Història
'origen històric de les barraques de pedra seca es remunta a èpoques ancestrals, no ben definides, i tradicionalment s'ha dividit funcionalment entre cabanes de pastors i cabanes de vinya i olivars. Al Cap de Creus hom pot generalitzar que les cabanes de vinya van lligades al moment àlgid de l'explotació agrícola, especialment la vinícola a partir dels segles xviii i xix. El conreu de vinyes va ser impulsat pel monestir de Sant Pere de Rodes, propietari d'una bona part de les terres que formen el Cap de Creus.
A partir de 1865 quan la fil·loxera començar a afectar greument a les vinyes franceses, el conreu de la vinya empordanesa es veu afavorit incrementant les seves exportacions, principalment cap a Gènova i Roma. Aquest auge va davallar amb l'arribada de la plaga de fil·loxera al país cap al 1879, fent estralls en l'economia empordanesa i provocant una gran crisi en el sector, continuada de diferents migracions cap a, principalment, Cuba i Argentina.
És a partir d'aquest moment en què, hom pot parlar que el conreu de vinyes passa a ser una activitat econòmica secundària i complementària a la pesca, l'horticultura o el conreu de les oliveres. La funció bàsica de les cabanes de pedra seca era tant l'aixopluc en moments de mal temps, com a magatzem per guardar les eines de treball.
A l'Empordà, les barraques de pedra seca es troben en diversos sectors, però es poden agrupar en tres principals: el format per l'Albera i el Cap de Creus, on destaca la construcció emprant llicorella; un altre que abastaria el massís del Montgrí, de substrat calcari; i l'últim format pel paratge de la Garriga i per la serra dels Tramonts, també calcari.

## Barraques de Cruells 1
Les barraques de Cruells o Corrals d'en Marcelet estan situades a ponent del nucli urbà de la població del Port de la Selva, al nord del paratge de la Vall de Santa Creu, al vessant meridional de la serra de l'Estela, prop les restes del mas de Cruells.
Barraca de planta circular i secció troncocònica, d'uns tres metres de diàmetre per tres i mig d'alçada. Està bastida damunt la roca natural de la zona, aprofitant una de les feixes que delimiten el terreny. Presenta un basament fet de la mateixa pedra, que envolta la construcció fins a l'alçada màxima de la porta d'accés, a manera de reforç. Està coberta amb una falsa cúpula que no sobresurt exteriorment. La porta d'accés està situada a ponent, és rectangular i té la llinda monolítica. A l'interior hi ha una llar i una fornícula rectangular encastada al mur.
La construcció és de rebles i lloses de pissarra, bastida amb la tècnica de la pedra seca. A uns deu metres al nord hi ha les restes d'una altra barraca rectangular, feta amb rebles, fang i grans lloses angulars.

## Barraques de Cruells 2
Situades a ponent del nucli urbà de la població del Port de la Selva, al nord del paratge de la Vall de Santa Creu, al vessant meridional de la serra de l'Estela, aprofitant les restes d'una construcció del mas de Cruells.
Barraca bastida aprofitant els vestigis dels murs del mas, bastits amb rebles i morter, els quals funcionen com a contraforts donat que el terreny és abrupte. En concret es conserva un fragment de mur al sud-est de la barraca i dos més al sud-oest, formant una alta cantonada construïda amb grans lloses de pissarra. La resta de l'espai s'omplí amb pedruscall, a manera de paviment. La barraca és troncocònica, coberta amb una falsa cúpula no sobresortint i de dimensions considerables. Presenta una porta daccés rectangular orientada a migdia, amb la llinda monolítica. La porta està protegida per un alt mur semicircular situat al davant de l'obertura. Al costat de la porta hi ha una petita obertura quadrada amb llinda monolítica i, a l'interior, hi ha una fornícula encastada al mur.
La construcció és de rebles de pissarra disposats en filades més o menys regulars.

## Barraca semi-rupestre del còrrec de les Cavorques
Situada al sud-est del nucli urbà de la població del Port de la Selva, a uns vint metres a llevant de la capçalera del còrrec de les Cavorques, en una zona enlairada.
Barraca força enrunada de planta irregular una mica allargada, integrada en una de les feixes que divideixen el terreny. La coberta és a base de lloses grans posades bastament, tot i que està enrunada. L'extrem oriental de la construcció el forma un aflorament natural de roca pissarra. La porta d'accés està situada a ponent, és rectangular i amb la llinda monolítica. A la part superior hi ha un forat de descàrrega.
L'aparell és de paret seca, de rebles de pissarra col·locats irregularment.

## Barraca de la muntanya de les Cavorques
Situada al sud-est del nucli urbà de la població del Port de la Selva, a la muntanya de les Cavorques, a la dreta del còrrec del mateix nom.
Barraca bastida aprofitant una de les feixes esglaonades de la zona, de forma troncocònica i la coberta de falsa cúpula que no sobresurt exteriorment. Presenta una banqueta exterior en forma de graó envoltant el perímetre de la construcció. La porta d'accés, orientada al sud-oest, és rectangular, amb la llinda monolítica i els brancals esbiaixats vers l'interior. Damunt mateix de la llinda hi ha encaix rectangular de descàrrega. A l'interior hi ha un banc corregut a tot votant i una petita fornícula quadrada encastada al mur.
La construcció està bastida amb la tècnica de la pedra seca a base de rebles de pissarra petits.

## Barraca al camí de Can Birba
Barraca de vinya i oliverar, a l'esquerra i a uns 15m del camí que porta a les ruïnes de Can birba, en un camp, avui erm i en part ocupat per pineda, amb rastres d'antigues oliveres. És una barraca de planta rectangular i forma troncopiramidal (els murs són marcadament atalussats). Té coberta de falsa cúpula no destacada exteriorment la llosa-clau ha caigut a dintre, és tallada em forma circular. La porta és al SW, trapezial, amb llinda monolítica. Té 1m d'altura 0,70 ms d'amplada a la base i 0,55ms a l'extrem superior. Al sòl del llindar hi ha una pedra posada per evitar que hi entri l'aigua.A l'interior el sòl és molt ben enllosat hi ha un armariet trapezial. la construcció és de paret seca de rebles de pissarra de mida reduïda. La paret posterior té un fragment que ha començant a esllavissar-se.Mides exteriors; altura 1,70 ms, llargada dels SW i NE 3.50ms a la base i 2,50ms a la part alta. Llargada dels murs laterals 3,80ms a la base i 3ms a la part alta.

## Barraca semi-rupestre prop de Can Birba
Barraca semi rupestre atípica i força singular situada a la part superior d'un vessant sobre un dels còrrecs de la capçalera de la riera de Sant Baldiri. L'accés més fàcil és des del camí que mena al mas Paltré el qual s'ha de deixar i fer uns 300ms vers el SE entre garrigues i matollar. La barraca és de planta rectangular. Té tres murs d'obra i per l'altre costat, al NE, s'adossa a un gran marge rocós, de pissarra en bona part modificat en construir-la. La coberta és d'un sol vessant d'acusada pendent car les quatre grans lloses que la forma recolzen a l'extrem superior del marge rocós, per una banda i en el mur Sw, molt més baix per l'altra. La porta, rectangular és un mur se acostada a la penya. la llinda té una pedra voluminosa el muntat dret és també monolític, fent amb una pedra força ben tallada que es dreça sobre un sòcol també ben tallat a la roca natural. Al sól del llinda hi ha una gran llosa plana (altura de la porta 0.93ms amplada 0.57ms)
Al mur SW hi ha una espiera (0.25x0,20m). La part superior dels tres murs d'obra és interiorment, corbada con iniciant una cúpula, per sostenir millor les lloses de la coberta mides ;llargada del mur SW4ms dels murs SE i NW2,30ms

## Barraca i cisterna del camí del Mas Paltré
Situada al sud-est del nucli urbà de la població del Port de la Selva, a la muntanya de Sant Baldiri, al marge esquerre del camí que porta al mas Paltré i al mas Vell, a poca distància i a la dreta d'un dels còrrecs de capçalera de la riera de Talabre.
Barraca de planta trapezial que presenta una cisterna o aljub rectangular adossat. La barraca presenta una coberta de falsa cúpula que no destaca exteriorment. La part exterior d'aquesta està enllosada, formant un lleuger pendent vers el nord que ajuda que l'aigua de pluja s'escorri vers una canal encastada al mur, que vessa a l'interior de la cisterna. Al voltant de la coberta es conserven restes d'un ressalt de morter en forma de mitja canya utilitzat per la recollida d'aigües pluvials. La canal, semicilíndrica, està bastida amb teules adossades recobertes amb un revestiment arrebossat. La porta d'accés a l'interior de la barraca està orientada a l'oest. És rectangular i té llinda monolítica, tot i que actualment està mig colgada de terra. Al mur de tramuntana, a l'altura de la part superior de la cisterna, hi ha uns petits forats amb restes de pals, que segurament servien per a sostenir una tapa o protecció.
La cisterna està construïda amb rebles lligats amb morter de calç, amb l'interior enlluït amb restes de ciment. La barraca és de paret seca de rebles de pissarra.

## Barraca de vinya prop del Mas Perafita
Situada al sud-est del nucli urbà de la població del Port de la Selva, al pla de les Taules, vora el coll de la Perafita i de la carretera GI-614 dins el quilòmetre 10.
Barraca situada al mig d'unes feixes de vinya, aprofitant la del costat de tramuntana com a mur de protecció. Presenta una planta circular amb la coberta de falsa cúpula no sobresortint exteriorment. La llosa de clau de la falsa cúpula és de grans dimensions. La porta d'accés, oberta al sud-oest, és rectangular, amb una llosa estreta i llarga per llinda. Damunt seu hi ha un petit encaix quadrat de descàrrega. Al seu costat, un petit muret emmarca la porta. A l'interior, al costat meridional, hi ha una petita llar triangular amb xemeneia que té sortida en el mur exterior per mitjà d'un orifici quadrat. Hi ha també una fornícula trapezoïdal encastada al mur. Tant el paviment interior com el d'accés a la porta són la mateixa roca natural de la zona.
La construcció és a base de rebles posats en sec, si bé alguns sectors són lligats amb fang. Hi ha una barreja de pedres de pissarra amb grans fragments de quarsita blanca.

## Barraca prop la carretera de Perafita
Barraca de vinya emplaçada en unes feixes esglaonades per parets seques de contenció, a uns 10ms. i a la dreta de la carretera de la Perafita al Port de la Selva, en els vessants occidentals de la serra de Bufadors i de Torrelló que davallen vers la vall del rec a Gorga. És una barraca atípica, almenys en aquesta zona. La seva planta és exteriorment semiovalada i de ferradura a l'interior; té un sector rectilini al SW on hi ha la porta. la coberta és de falsa cúpula que no destaca exteriorment. Al costat de la porta hi ha un espai malmès amb moltes pedres despreses, entre les quals una de les lloses que tenien funció de llinda. (la porta a mida 0,90ms.d'altura per 0,90 d'amplada). A l'interior de la barraca hi ha un petit armariet rectangular encastat al mur. La construcció és de part seca de molt gruix, de factura força descurada, de rebles de pissarra.

## Barraca i estable prop del Mas Perafita
Situada al sud-est del nucli urbà de la població del Port de la Selva, al pla de les Taules, vora el mas de la Perafita i de la carretera GI-614 dins el quilòmetre 10.
Conjunt situat dins d'un tancat, en una zona de feixes i en procés de rehabilitació. Està format per una barraca de vinya de planta circular i un estable de planta rectangular adossat a aquesta posteriorment. La barraca està coberta amb una falsa cúpula de grans lloses de pedra que no sobresurt exteriorment, tot i que ha estat arranjada i transformada en alçada. La porta d'accés és rectangular amb llinda monolítica. Damunt seu hi ha un encaix o cavitat quadrada, de descàrrega. En origen tenia una fornícula encastada al mur interior. La construcció és de rebles, alguns dels quals són voluminosos, enterament de pissarra, disposats en sec. L'estable també ha estat arranjat i ampliat. Presenta una porta d'accés al lateral i una finestra doble, totes d'obertura rectangular. En origen, el sostre estava format per un embigat de fusta. La construcció és de rebles de pissarra lligats amb morter de calç.

## Barraca prop del Mas de Perafita 2
Situada al sud-est del nucli urbà de la població del Port de la Selva, al pla de les Taules, vora el mas de la Perafita i de la carretera GI-614 dins el quilòmetre 10.
Barraca de planta quadrangular bastida damunt la roca natural de la zona, aprofitant un alt marge del terreny com a part de la construcció. Està coberta per una falsa cúpula que a l'exterior és ben plana. La porta d'accés és rectangular, amb la llinda monolítica, i està protegida per un mur adossat perpendicularment a la barraca, i en paral·lel al talús del terreny. Actualment està força coberta de vegetació
La construcció és bastida en pedra seca, amb primes lloses de pissarra arrenglarades.

## Barraca de Bufadors 1
Situada al sud-est del nucli urbà de la població del Port de la Selva, a la dreta del camí de la Perafita al Port de la Selva pels Bufadors, a uns 400 metres al sud-est del mas Bufadors.
Barraca construïda en un talús esglaonat situat en una zona de feixes de vinya, que s'aprofiten per a la mateixa construcció. És de planta quadrada i està coberta per una falsa cúpula que a l'exterior és ben plana. La porta s'obre al sud-est i està descentrada a un lateral del parament És rectangular, amb la llinda monolítica que sobresurt a manera de voladís. A l'interior hi ha una fornícula o armariet rectangular al mur i un banc cantoner format per grans lloses de pissarra i sostingut per peces disposades a manera de mènsules. Unes escales ajuden a accedir a la porta des de la feixa inferior. Al mur nord-est hi ha unes lloses de pissarra que sobresurten formant una escala d'accés a la coberta exterior.
L'aparell de la barraca és de rebles de pissarra i quars de mides molt reduïdes, lligats a les cantonades amb lloses de gran llargada. Els rebles són posats en sec, excepte en la unió de la volta amb els murs on es lligaren amb fang.

## Barraca de Bufadors 2
Situada al sud-est del nucli urbà de la població del Port de la Selva, a la dreta del camí de la Perafita al Port de la Selva pels Bufadors, a la dreta i a la vall del còrrec dels Trulls.
Barraca situada en una vessant terrassada mitjançant un sistema de feixes de vinya esglaonades. És de planta quadrangular, d'uns de tres metres de costat i està coberta amb una falsa cúpula, que no destaca exteriorment. El mur de llevant es construí damunt d'un aflorament rocós que, a l'interior, està treballat per aprofitar-lo com un més dels murs de la construcció i com el paviment interior. La porta, orientada a l'oest, està desplaçada a un dels laterals del parament, tocant l'angle sud-oest. La llinda està formada per tres lloses horitzontals monolítiques. A l'interior hi ha un banc corregut en dos dels costats, fet amb grans lloses posades damunt un suport de pedra a manera de mènsules. Hi ha una fornícula encastada amb un prestatge a dos nivells.
El parament, de paret seca, està fet amb rebles de pissarra mot petits que lliguen amb cantonades formades per lloses molt llargues.

## Barraca del Bufadors 3
Situada al sud-est del nucli urbà de la població del Port de la Selva, al peu del camí de la Perafita al Port de la Selva pels Bufadors, al sud del mas Bufadors.
Barraca de planta quadrangular bastida aprofitant el marge del mateix camí. Està coberta per una falsa cúpula que presenta la part davantera esllavissada, afectant també la porta d'accés, actualment sense llinda i amb una obertura triangular. L'interior de la construcció presenta el parament arrebossat, tot i que està cobert de vegetació.
La construcció és de rebles i lloses de pissarra disposats en sec.

## Barraca del Bufadors 4
Situada al sud-est del nucli urbà de la població del Port de la Selva, al peu del camí de la Perafita al Port de la Selva pels Bufadors, al sud del mas Bufadors.
Barraca de planta quadrangular bastida aprofitant un marge i una de les feixes de la zona, damunt la roca natural, adaptada com a paviment interior. La coberta està completament enrunada, tot i que estava bastida amb lloses mitjanes. La porta d'accés, actualment sense llinda, és cantonera.
La construcció és de rebles i lloses de pissarra disposats en sec.

## Barraca semi-rupestre còrrec d'en Ravès
Situada al sud-est del nucli urbà de la població del Port de la Selva, a la dreta del còrrec d'en Ravés, prop de la carretera de la Perafita al Port de la Selva, dins del quilòmetre dos.
Barraca bastida aprofitant un abric de roca natural de la zona, situat en un alt marge rocós. És de pissarra, fou treballat i se li afegiren dos murs a tramuntana i ponent, fets en pedra seca, els quals tancaven l'espai convertint-lo en un refugi. La planta és més o menys rectangular, d'uns 2,80 metres de llargada per 1,90 d'amplada. La roca ha estat en gran part tallada artificialment i ocupa els costats de migdia i de llevant. La coberta està formada enterament per la visera rocosa de l'abric, cosa que fa que l'alçada interior sigui irregular en depèn de quins trams. També ha estat anivellada la roca, formant el sòl interior. La porta està situada a l'extrem nord-est de la construcció, amb un dels muntants fet en pedra seca i l'altre de roca natural. L'obertura amida 1,70metres d'alçada per 0,90metres d'amplada. Al sòl de l'entrada hi ha dos esglaons excavats a la roca.
La construcció és feta amb la tècnica de la pedra seca, damunt d'un graó o basament també tallat a la roca. Els murs són bastits amb rebles i lloses més grans.

## Barraca semi-rupestre i cisterna prop del còrrec d'en Ravès
Situada al sud-est del nucli urbà de la població del Port de la Selva, a l'esquerra del còrrec d'en Ravés, a pocs metres a la dreta de la carretera de la Perafita al Port de la Selva, dins del quilòmetre dos.
Barraca d'estructura singular adossada a un aflorament natural de llicorella que ocupa tot el costat nord-est de la construcció. És de planta rectangular a l'exterior, mentre que a l'interior és força irregular. Els costats nord-oest i sud-oest presenten el mur corbat, mentre que al sud-est és de traçat rectilini i al nord-est hi ha la roca. La coberta és de falsa cúpula sobresortint exteriorment mitjançant un cos elevat coronat amb cúpula semicircular. La porta està situada al sud-oest i és de forma trapezial, d'uns 1,70metres d'alçada per 0,70metres d'amplada a la base i 0,50metres d'amplada a l'extrem superior. La llinda està formada per un seguit de lloses allargades. A l'interior hi ha un banc corregut.
La construcció és de pedra seca amb rebles de pissarra i lloses més grans.

## Barraca semi-rupestre a l'esquerra prop del còrrec d'en Ravès
Situada al sud-est del nucli urbà de la població del Port de la Selva, a l'esquerra del còrrec d'en Ravés, a pocs metres a la dreta de la carretera de la Perafita al Port de la Selva, dins del quilòmetre dos.
Barraca de vinya situada en una zona de feixes ermes, de planta irregular. En planta presenta un traçat més o menys curvilini, exceptuant el costat nord-oest que presenta un sector rectilini amb una cantonada angular al sud-oest. La coberta és de falsa cúpula, la qual no sobresurt exteriorment. La porta d'accés està situada al sud-est i presenta una llinda formada per una gran llosa. L'obertura amida 0,95metres d'alçada per 0,60metres d'amplada.
La construcció és de pedra seca a base de rebles de llicorella o pissarra.

## Barraca semi-rupestre prop del còrrec d'en Ravès
Situada al sud-est del nucli urbà de la població del Port de la Selva, a l'esquerra del còrrec d'en Ravés, a pocs metres a la dreta de la carretera de la Perafita al Port de la Selva, dins del quilòmetre dos.
Barraca d'estructura singular bastida en un talús o marge del terreny. Exteriorment, la planta és rectangular i els murs han estat lleugerament atalussats. La construcció presenta interiorment el mur corbat, marcant un semicercle allargat. La coberta és de falsa cúpula, destacada a l'exterior creant un coronament de forma cònica. La porta està situada al sud-oest, amb la llinda formada per una sola llosa. Al sòl hi ha una altra llosa disposada per evitar l'entrada d'aigua. L'obertura amida un metre d'alçada per 0,65 d'amplada. A l'interior, bona part de l'espai està ocupat per l'aflorament rocós de la zona. Hi ha un banc corregut fet amb grans lloses posades planes, en alguns sectors damunt d'un sòcol de rebles. L'aparell és de rebles de pissarra posats en sec.

## Barraca prop del Mas Puignau
Situada al sud-est del nucli urbà de la població del Port de la Selva, al peu del camí de Sant Baldiri, a un quilòmetre al sud-est del mas Puignau.
Barraca bastida en una zona en pendent terrassada mitjançant un sistema de feixes que s'aprofiten per a la mateixa construcció. És de planta circular i forma lleugerament troncocònica, coberta amb una falsa cúpula que sobresurt poc exteriorment. La porta és a llevant, trapezial. Amida uns 0,90metres d'alçada per 0,65metres d'amplada màxima a la base. Presenta dos graons al llindar de l'obertura i una llinda monolítica a la part superior. A l'interior hi ha un banc corregut fet amb grans lloses sostingudes per altres pedres a manera de mènsules. Al nord-est hi ha una petita espiera, orifici quadrat que més tard fou en part tapiat.
La construcció és de rebles de pissarra posats en sec i grans lloses a la coberta.

## Barraca a la dreta del còrrec de la Regalada
Situada al sud-est del nucli urbà de la població del Port de la Selva, en una feixa enlairada sobre el fondal i a la dreta del còrrec de la Regalada.
La barraca està situada en una zona terrassada esglaonadament per feixes bastides amb la tècnica de la pedra seca. És de planta quadrangular, amb una amplada d'1,30metres, i queda imbuïda sota la feixa immediatament superior. Tot el sector de tramuntana resta integrat exteriorment a la feixa. El mur de migdia, on hi ha la porta, és rectilini i el de ponent és corbat. La coberta és d falsa cúpula, no sobresortint exteriorment. La porta és rectangular, amida uns 0,90metres d'alçada per 0,60metres d'amplada i presenta la llinda monolítica. A l'interior hi ha una fornícula o armariet encastat al mur. A l'exterior, al costat de la barraca i integrades a la feixa, hi ha unes escales formades per lloses i grans pedres desbastades, que salven el desnivell del terreny.
La construcció és bastida en pedra seca, amb rebles de pissarra arrenglerats.

## Barraca prop del còrrec de la Regalada
Situada al sud-est del nucli urbà de la població del Port de la Selva, a uns cent metres de distància de la carretera de la Perafita al Port de la Selva, en un vessant de pendent pronunciada prop del còrrec de la Regalada, esglaonat per les feixes de vinya.
Barraca de planta irregular lleugerament arrodonida, que presenta la part de llevant sota el nivell de la feixa immediatament superior, sostinguda per una alta paret seca que incideix i protegeix la barraca. La seva coberta és de falsa cúpula no sobresortint. La porta està orientada a migdia, és rectangular i amb un dels mutants format pel mateix mur de contenció o feixa. L'entrada és precedida per un estret corredor limitat per murs de pedra seca formats per rebles de pissarra. A l'interior hi ha un banc corregut a tot volt i una fornícula o armariet al mur. El sòl és la mateixa roca natural anivellada artificialment.
La construcció és bastida en pedra seca, amb rebles de pissarra de mida gran i mitjana.

## Barraca prop del Puig Margall
Situada a la serra de Rodes, a pocs metres a l'esquerra de la carretera GIP-6041, prop del quilòmetre 4, un cop sobrepassat el sepulcre de Vinyes Mortes.
Es tracta d'una barraca de vinya de planta quadrada, coberta amb una falsa volta interior i sostre pla exterior. Es troba construïda aprofitant el desnivell d'una de les terrasses en les que la serra fou dividida, per guanyar terreny per ús agrícola. Està bastida amb la tècnica de la pedra seca, amb pissarra de la zona desbastada en blocs rectangulars. Amida uns tres metres d'amplada per tres més de llargada. Presenta una porta d'accés bastida amb tres grans pedres, a manera d'arc rebaixat. L'interior presenta un banc corregut de pedra i una fornícula a la paret utilitzada com a llar de foc. Modernament se li va afegir un tub de ferro, a manera de xemeneia, del que encara es conserven restes.

## Barraca prop del Mas Alfaras
Situada al sud-est del nucli urbà de la població del Port de la Selva, a escassa distància a migdia del mas Alfares, prop del coll de Maó.
Barraca de planta circular bastida damunt la roca natural, adaptada com a paviment interior. La coberta és de falsa cúpula, marcada lleugerament a l'exterior. La porta d'accés és rectangular, amb els brancals lleument esbiaixats i doble llinda monolítica, la de la porta i la que forma un gran buit de descàrrega, a manera de finestra rectangular. A l'extrem oposat a la porta hi ha una petita obertura d'arc rebaixat bastida amb rebles de pissarra.
La construcció és de rebles i lloses de pissarra disposats en sec.

## Barraques de la Mallareta
Situades al sud-est del nucli urbà de la població del Port de la Selva, al nord-est dels turons coneguts com els Torrellons, al paratge de la Mallareta i en els marges del camí dels Masos.
Barraques bastides en un terreny en pendent delimitat per feixes de pedra seca i afloraments de la roca natural. Una d'elles aprofita un d'aquests afloraments com a mur de la construcció. Malauradament, en l'actualitat aquesta barraca està molt enrunada, sense coberta i amb una alçada de mur escassa. L'altra construcció és de planta rectangular, amb la coberta de falsa cúpula lleugerament esfondrada. Presenta una gran porta d'accés rectangular amb la llinda monolítica.
Les construccions són de rebles i lloses de pissarra disposats en sec.

## Barraca del camí de Taballera
Situada al sud-est del nucli urbà de la població del Port de la Selva, al marge del camí que porta a cala Taballera.
Barraca d'irregular mig enrunada que aprofita el marge del camí com a part de la construcció. Presenta un petit reforç a manera de basament, en mal estat. Està coberta per una falsa cúpula que es marca lleugerament a l'exterior. La porta, mig tapiada de pedres, era rectangular i amb la llinda monolítica.
La construcció és bastida amb rebles de pissarra i alguna llosa disposats amb la tècnica de la pedra seca.

## Barraques del camí del Mas Godó
Situades al sud-est del nucli urbà de la població del Port de la Selva, a llevant dels turons coneguts com els Torrellons, als marges del camí que porta al mas Paltréi prop del mas Godó.
Barraques bastides en un terreny en pendent delimitat per feixes de pedra seca i afloraments de la roca natural, aprofitats com a part de les construccions. Són de planta irregular, lleugerament circular i estan cobertes amb falses cúpules, marcades exteriorment. Les portes d'accés són rectangular amb la llinda monolítica.
Les construccions són de rebles i lloses de pissarra disposats en sec.

## Barraques dels Torrellons
Situades al sud-est del nucli urbà de la població del Port de la Selva, entre el paratge dels Sapers, els Torrellons i el puig de l'Oratori.
Conjunt de quatre barraques que representen dues de les tipologies constructives localitzades al paratge del cap de Creus. Dues barraques són de planta circular i secció lleugerament troncocònica, i estan cobertes per una falsa cúpula que sobresurt exteriorment. Presenten una porta d'accés rectangular amb les llindes monolítiques, una d'elles doble a manera de descàrrega. L'altra té un petit mur de rebles adossat al costat de la porta per protegir-la. Les altres dues barraques són de grans dimensions, de planta irregular i aprofiten abrics de roca natural de la zona com a part de la construcció. Ambdues tenen basaments de reforç envoltant la part feble de les barraques. Una d'elles presenta la coberta enrunada i l'altra és de falsa cúpula. Les portes són rectangulars, amb grans llindes monolítiques.
Totes les construccions són bastides amb rebles i lloses allargades de pissarra disposades en sec.

## Barraques prop del Puig de l'Oratori
Situades al sud-est del nucli urbà de la població del Port de la Selva, al vessant nord-est del puig de l'Oratori, prop del camí dels Masos i del mas Puignau.
Conjunt de barraques situades al marge d'un trencall del camí dels Masos, que condueix als Torrellons. La barraca situada més a llevant té la planta rectangular, les cantonades arrodonides, presenta un basament de reforç pràcticament a tot volt i està bastida enmig de les feixes que delimiten la zona. Les altres dues, més endavant en el camí, són troncopiramidals. Les tres construccions estan cobertes per falses cúpules formades per pedres i lloses, marcades exteriorment. Les portes d'accés són rectangulars, amb els brancals lleugerament esbiaixats i les llindes monolítiques. Estan bastides damunt la roca natural de la zona, adaptada com a paviment interior.
Les construccions són bastides en rebles de pissarra mitjançant la tècnica de la pedra seca, amb lloses allargades als brancals de les obertures.

## Barraca del camí de la Cala Taballera
Situada al sud-est del nucli urbà de la població del Port de la Selva, a escassa distància del camí que porta a cala Taballera, a la vinya d'en Macau.
Barraca de planta circular que aprofita la roca natural de la zona com a part de la construcció. És de planta circular i presenta un basament envoltant el diàmetre de la construcció, que alhora està reforçat per un altre contrafort situat a una alçada inferior. Està coberta per una falsa cúpula que es marca lleugerament a l'exterior. La porta és rectangular, amb la llinda monolítica i protegida pel mateix basament exterior. A l'interior, la roca fou treballada per adaptar-la com a paviment.
Tant la barraca com el basament i el contrafort estan bastits amb rebles de pissarra amb la tècnica de la pedra seca.